# Acutandra murrayi
Acutandra murrayi är en skalbaggsart som först beskrevs av Auguste Lameere 1912.  Acutandra murrayi ingår i släktet Acutandra och familjen långhorningar. Inga underarter finns listade i Catalogue of Life.